# أنداب قديم (قشلاق أهر)
أنداب قدیم (بالفارسية: انداب قدیم) هي منطقة سكنية تقع في إيران في قسم قشلاق الریفي. يقدر عدد سكانها بـ 282 نسمة .